# William A. Wellman

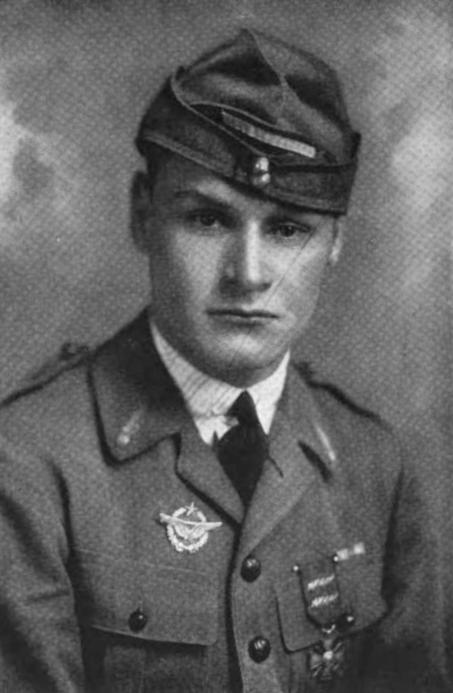
William A. Wellman als First Lieutenant (1919)

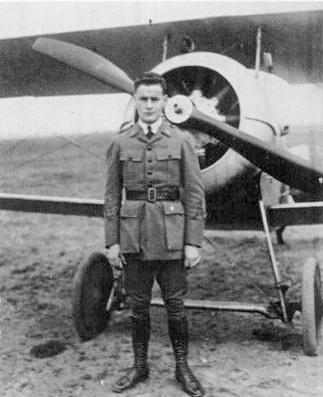
William A. Wellman während seines Kriegseinsatzes 1917

William Augustus Wellman (* 29. Februar 1896 in Brookline, Massachusetts, USA; † 9. Dezember 1975 in Los Angeles, Kalifornien) war ein US-amerikanischer Filmregisseur. Von den 1920er-Jahren bis 1958 inszenierte er insgesamt über 80 Kinofilme, von denen einige heute noch als Klassiker gelten.

## Leben
William Wellman stammte aus einer traditionsreichen Ostküstenfamilie, die zurückgeht auf die Gründer der Vereinigten Staaten. Einer seiner Ur-Ur-Großväter, Francis Lewis, war Mitunterzeichner der Unabhängigkeitserklärung.
Nach einer bewegten Jugend, in deren Verlauf er sogar wegen Diebstahl zu einer Bewährungsstrafe verurteilt wurde, schloss er sich im Ersten Weltkrieg der französischen Fremdenlegion an. Als die USA 1917 in den Krieg eintraten, ging er über zur amerikanischen Luftwaffe als Pilot und wurde Mitglied der legendären Lafayette Escadrille. Nach einem Absturz und schweren Verletzungen schied Wellman aus der Armee aus. Er wurde hochdekoriert und bekam unter anderem das Croix de Guerre sowie zahlreiche andere Auszeichnungen. Nach dem Krieg verdingte er sich als Kunstflieger und kam so in Kontakt mit der Filmindustrie in Hollywood. Er wurde in Hollywood Stunt-Flieger. Sein Einstieg ins Filmgeschäft verlief kurios: Wellman stürzte mit seiner Privatmaschine in eine Scheune auf der Ranch von Douglas Fairbanks sen. ab. Seinen ersten Film drehte er noch als Schauspieler 1919, doch schon bald agierte er für seine ersten Stummfilme als Regisseur.
Wellman drehte zunächst einige billig produzierte Western mit Buck Jones sowie die Komödie The Boob mit Joan Crawford in einer Nebenrolle, bevor ihn 1927 Paramount Pictures aufgrund seiner Erfahrungen mit Wings, einer Geschichte über tollkühne Flieger, zwei Kameraden und eine amoralische Krankenschwester, beauftragte. Der Film wurde auf der Oscarverleihung 1929 mit dem Oscar als bester Film ausgezeichnet. Roy Pomeroy gewann darüber hinaus in der Kategorie „Beste technische Effekte“, die allerdings nur dieses eine Mal verliehen wurde, für die Inszenierung der Luftkampfszenen, die Maßstäbe für die nächsten Jahrzehnte setzten.
Wellman gehörte fortan zur ersten Riege der Hollywoodregisseure und wechselte 1931 zu Warner Brothers, wo er  The Public Enemy mit James Cagney und Jean Harlow inszenierte, einen  Klassiker des Gangsterfilms. Besonders die Szene, in der Cagney Mae Clarke eine halbe Grapefruit ins Gesicht drückt, wurde populär. Später im Jahr drehte er das erste Mal mit Barbara Stanwyck. Night Nurse zeigte Clark Gable als Gangster, der Stanwyck in einer Szene direkt ins Gesicht schlägt. Mit Stanwyck sollte er noch weitere, teilweise erfolgreiche Filme, darunter So Big und Lady of Burlesque, teilweise jedoch auch künstlerisch enttäuschende Produktionen wie The Purchase Price. Zu den interessantesten Filmen aus der Zeit gehört das Melodrama Safe in Hell, eine brutale Geschichte um eine Prostituierte, gespielt von Stummfilmstar Dorothy Mackaill, die auf einer Gefangeneninsel mit eigenem Ehrenkodex für ihren Geliebten die Schuld an einem Mord übernimmt und dafür in Großaufnahme hingerichtet wird. Der Film bekam viel Ärger mit dem Zensor wegen der offenen Darstellung von Gewalt und Misshandlungen, doch gilt er heute als gutes Beispiel für den Hausstil von Warner Brothers und für den „Pre-Code“-Film während der Weltwirtschaftskrise. Nach dem Gangsterfilm The Hatchet Man, der Edward G. Robinson als mordenden Chinesen zeigte, der an der Liebe zu Loretta Young fast zugrunde geht, und zwei mäßig erfolgreichen Filmen mit Ruth Chatterton, Frisco Jenny und Lilly Turner, drehte Wellman einige Routineproduktionen. Mit Ausnahme von Goldfieber, den er mit Clark Gable und Loretta Young an Originalschauplätzen in Alaska drehte, war seine Karriere im Schwinden begriffen.
Erst 1937 machte er ein Comeback, als David O. Selznick ihm die Regie für Ein Stern geht auf mit Janet Gaynor und Fredric March übertrug. Wellman gewann den Oscar für die beste Originalgeschichte und wurde zudem als bester Regisseur nominiert. Im selben Jahr war er für Denen ist nichts heilig verantwortlich, eine Screwball Comedy mit Fredric March und Carole Lombard, die für die Dreharbeiten eine Wochengage von über $ 18.000 erhielt. 1939 hatte er mit Beau Geste seinen bis dahin erfolgreichsten Film im Verleih.
Nach einigen künstlerisch weniger erfolgreichen Streifen kam 1943 Wellman erneut zurück mit Ritt zum Ox-Bow, einem damals thematisch revolutionären Western mit Henry Fonda über Lynchjustiz und eine Parabel über faschistische Denkweisen in den USA. Wegen des kommerziell wenig versprechenden Themas fiel Wellmann die Finanzierung dieses Wunschprojektes lange schwer. Der Film wurde an den Kinokassen zwar kein Erfolg, brachte dem Regisseur aber breiten Respekt bei der Kritik. Sein Kriegsfilm Schlachtgewitter am Monte Cassino machte 1945 aus Robert Mitchum einen Star und Kesselschlacht von 1949 gab MGM einen der größten finanziellen Hits des Jahres. Wellman erhielt seine zweite Nominierung als bester Regisseur für das packende Drama über GIs in einer ausweglosen Lage. In den 1950er-Jahren drehte er fünf Filme mit John Wayne, darunter Es wird immer wieder Tag, für den Wellman zum dritten Mal für den Oscar/Beste Regie nominiert wurde. Wellmans letzter Film war Lafayette Escadrille von 1958, in der er noch mal seine Fliegerstaffel aus dem Ersten Weltkrieg hochleben ließ.
Wellman war berüchtigt für seine Wutausbrüche auf dem Set und seinen Streitereien mit den Stars aus Hollywood. So hatte er 1933 mit Spencer Tracy einen Faustkampf, bei dem es um Loretta Young ging, in die Wellman sich verliebt hatte, die aber mit Tracy zusammen war. Seine Scharmützel mit Janet Gaynor überschatteten die Dreharbeiten zu Small Town Girl und nicht zu Unrecht trug Wellman den Spitznamen Wild Bill Wellman. Wellman heiratete 1933 in vierter Ehe die 18-jährige Dorothy Coonan, die im gleichen Jahr in seinem Film Wild Boys of the Road eine Hauptrolle gespielt hatte. Das Paar hatte sieben Kinder. Die Schauspielerin Louise Brooks schrieb in ihrer Essaysammlung Lulu in Hollywood sehr freundlich und voll Hochachtung über die Dreharbeiten mit Wellman bei dem Stummfilm Beggars of Life.
Wellman schrieb 1974 seine Memoiren A Short Time for Insanity und veröffentlichte kurz vor seinem Tod einen zweiten Band mit Erinnerungen Growing Old Disgracefully.

## Filmografie (Auswahl)
- 1923: The Man Who Won
- 1923: Eine verhängnisvolle Nacht (Big Dan)
- 1923: Die Frau des Anderen (Cupid’s Fireman)
- 1924: The Vagabond Trail
- 1925: When Husbands Flirt
- 1926: The Boob
- 1926: You Never Know Women
- 1927: Wings
- 1928: Beggars of Life
- 1928: The Legion of the Condemned
- 1928: Steckbrieflich verfolgt (Ladies of the Mob)
- 1929: Chinatown Nights
- 1930: Maybe It’s Love
- 1931: Safe in Hell
- 1931: Die Frau meines Freundes (Other Men's Women)
- 1931: Der öffentliche Feind (The Public Enemy)
- 1931: Night Nurse
- 1931: The Star Witness
- 1932: So Big
- 1932: Der Rächer des Tong (The Hatchet Man)
- 1932: Einsame Herzen (The Purchase Price)
- 1932: The Conquerors
- 1933: Frisco Jenny
- 1933: Lilly Turner
- 1933: Heroes for Sale
- 1933: Midnight Mary
- 1933: Kinder auf den Straßen (Wild Boys of the Road)
- 1934: Stingaree
- 1935: Goldfieber in Alaska (The Call of the Wild)
- 1936: Kleinstadtmädel (Small Town Girl)
- 1937: Ein Stern geht auf (A Star is Born)
- 1937: Denen ist nichts heilig (Nothing Sacred)
- 1938: Men with Wings
- 1939: Drei Fremdenlegionäre (Beau Geste)
- 1939: The Light That Failed
- 1941: Auf Fischfang in der Großstadt (Reaching for the Sun)
- 1942: Roxie Hart
- 1942: The Great Man’s Lady
- 1942: Thunder Birds
- 1943: Lady of Burlesque
- 1943: Ritt zum Ox-Bow (The Ox-Bow Incident)
- 1944: Buffalo Bill, der weiße Indianer (Buffalo Bill)
- 1945: Schlachtgewitter am Monte Cassino (The Story of G.I. Joe)
- 1946: Galant Journey
- 1947: Fremde Stadt (Magic Town)
- 1948: The Iron Curtain
- 1949: Herrin der toten Stadt (Yellow Sky)
- 1949: Kesselschlacht (Battleground)
- 1950: Wilde Jahre in Lawrenceville (The Happy Years)
- 1951: Karawane der Frauen (Westward the Women)
- 1951: Colorado (Across the Wide Missouri)
- 1952: My Man and I
- 1953: Das letzte Signal (Island in the Sky)
- 1954: Gala-Premiere (Ring of Fear)
- 1954: Es wird immer wieder Tag (The High and the Mighty)
- 1954: Spur in den Bergen (Track of the Cat)
- 1955: Der gelbe Strom (Blood Alley)
- 1956: Good-bye, My Lady
- 1958: Von Panzern überrollt (Darby’s Rangers)
- 1958: Lafayette Escadrille

## Auszeichnungen
- Oscarverleihung 1938
  - Oscar/Beste Originalgeschichte gemeinsam mit Robert Carson für Ein Stern geht auf
  - Nominierung Oscar/Beste Regie für Ein Stern geht auf
- 1949: Spezialpreis des Filmfestival von Locarno für Herrin der toten Stadt
- Oscarverleihung 1950: Nominierung Oscar/Beste Regie für Kesselschlacht
- Oscarverleihung 1955: Nominierung Oscar/Beste Regie für Es wird immer wieder Tag
- 1973 Directors Guild of America: D. W. Griffith Lifetime Achievement Award für sein Lebenswerk.